# 2975 Spahr
2975 Spahr este un asteroid din centura principală, descoperit pe 8 ianuarie 1970, de Hejno Potter și A. Lokalov.